# Peronismo

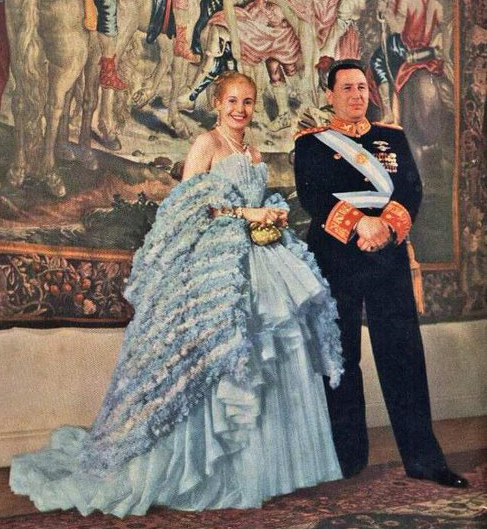
Juan Domingo Perón e sua influente mulher, Eva (ou Evita). Eles fundaram o movimento político conhecido como peronismo.

Peronismo é a denominação dada genericamente ao "Movimento Nacional Justicialista", criado e liderado a partir do pensamento de Juan Domingo Perón, militar e estadista argentino, presidente daquele país, eleito em 1946, 1951 e 1973 e que influenciou a política Argentina.
O Movimento Justicialista transformou-se, mais tarde, em Partido Justicialista, que é a força política majoritária na Argentina.
Os ideais do peronismo se encontram nos diversos escritos de Perón como La Comunidad Organizada, Conducción Política, Modelo Argentino para un Proyecto Nacional, nos quais estão expressos a filosofia e doutrina política que continuam orientando o pensamento acadêmico e a vida política do segundo maior país sul-americano.

## Peronismo e cultura

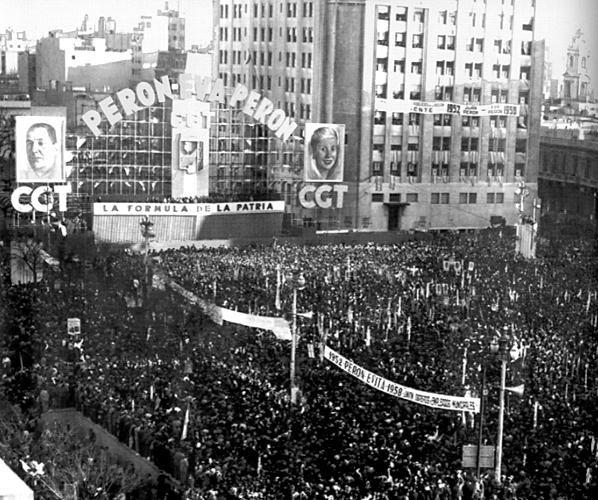
Reunião política realizada em agosto de 1951, onde Evita renuncia como candidata a vice-presidente.

Desde a sua origem, o peronismo foi fortemente relacionado com a cultura popular na Argentina, "fomentado pelos discursos de Eva Perón — ambos foram e são associados como símbolo de um imaginário político, preenchido de religiosidade e personalismo". Teve adesão de intelectuais (Leopoldo Marechal, Puiggrós Rodolfo, Juan José Hernández Arregui, Raúl Scalabrini Ortiz, Arturo Jauretche, John William Cooke), de músicos, compositores e atletas (Hugo del Carril, Enrique Santos Discépolo, Homero Manzi, José María A mono Gatica).

## Peronismo e trabalhadores
O projeto de justiça social que encabeça com seu governo, e o seu poder carismático, aglutinam as classes trabalhadoras, as massas, em um novo campo de interação política até então desconhecido, embora seja preciso alertar sobre os elementos que formam a base política de Perón. O projeto político de Perón, que converte-se no movimento peronista, alia um viés justicialista com a preocupação de apoio econômico e político de setores da sociedade argentina, caracterizando-se os movimentos liderados por líderes personalistas da América Latina como a "síntesis de las características más destacadas desta situación de compromiso que configuraba el poder burgués-oligárquico: el paternaismo de origen oligárquico y el caráter modernizante de la joven burguesía industrialista".
Durante seus dois mandatos, Perón colocou um limite de tempo para as horas diárias trabalhadas e estabeleceu um imperativo para a maioria dos trabalhos de domingo-off política. Ele pagou a dívida e construiu várias obras públicas, como escolas e hospitais. Assim, deu aos trabalhadores vários benefícios como, por exemplo, 13º salários por ano, folgas semanais, redução da jornada de trabalho, aumento do salário mínimo, aposentadoria, férias remuneradas, seguro médico e cobertura para os acidentes de trabalho.

## Ideologia
Sua ideologia é baseada no papel central de trabalhadores na economia e a necessidade de proteger os direitos trabalhistas. Várias medidas sociais foram adotadas pelo governo de Perón: segurança social tornou-se universal, a educação tornou-se universitária e livre para todos os estudantes, foram criados projetos de habitação para os trabalhadores de baixa renda, e cinco semanas de férias são concedidos. A todos os trabalhadores foram garantidos cuidados médicos gratuitos e metade de seus gastos de férias, as mães foram agraciadas com o direito a três meses de férias pagos antes e depois do parto. Desde a criação do peronismo em 1945, os candidatos peronistas venceram 9 das 11 eleições presidenciais, Perón foi o único argentino que foi eleito presidente por três vezes.
Algumas ideias do peronismo são:
- A verdadeira democracia é aquela na qual o governo realiza o que o povo quer e defende o interesse do povo.
- O peronismo é essencialmente popular. Todo círculo político é antipopular, logo, não é peronista.
- O peronista trabalha para o movimento. Esse, em seu nome, serve a um círculo ou a um caudilho.
- Para o peronismo só existe uma classe de homens: os que trabalham.
- Para um peronista não há nada melhor que outro peronista.
- Na Nova Argentina os únicos privilegiados são as crianças.
- O peronismo tem sua própria doutrina política, econômica e social: o justicialismo.
- O justicialismo é uma nova filosofia de vida, simples, prática, popular, profundamente cristã e profundamente humanista.
- O peronismo pretende constituir um governo centralizado, um estado organizado e um povo livre.
- A política não é para nós um fim, mas apenas um meio para o bem do país, que é a felicidade de seus filhos e grandeza nacional.
- Como doutrina política, o justicialismo é o equilíbrio certo entre o indivíduo e a comunidade.
- Os dois braços do peronismo são a justiça social e bem-estar social. Com eles, se abraça o povo com justiça e amor.

## As mulheres e o peronismo (1945-1955)
A consolidação de uma participação política das mulheres no processo democrático é condicionada a partir do surgimento de uma ala feminina no movimento peronista, o Partido Peronista Feminino, associado à figura de Eva Perón, tanto como organizadora central e suprema, quanto como símbolo e modelo de comportamento da mulher no movimento político. Das enfermeiras à mulher trabalhadora doméstica – cuja máquina de costura tornou-se símbolo do partido feminino —, as características do movimento feminino pretendiam ser inovadoras em seus próprios limites culturais, não representando uma subversão no conceito de família, mas participando igualmente do movimento e dos projetos de Estado nacionalista e protecionista de Perón. Em 2019, Evita foi comparada por Donald Trump a Alexandria Ocasio-Cortez.

## Presidências do peronismo
- 1946-1952: Juan Domingo Perón
- 1952-1955: Juan Domingo Perón
- 1973:          Héctor Cámpora
- 1973-1974: Juan Domingo Perón
- 1974-1976: María Estela Martínez de Perón
- 1989-1995: Carlos Menem
- 1995-1999: Carlos Menem
- 2002-2003: Eduardo Duhalde
- 2003-2007: Néstor Kirchner
- 2007-2011: Cristina Kirchner
- 2011-2015: Cristina Kirchner
- 2019-2023: Alberto Fernández